# Gallaway (Tennessee)
Gallaway – miasto w Stanach Zjednoczonych, w stanie Tennessee, w hrabstwie Fayette.